# Kilbarchan
Kilbarchan (gälisch: Cill Bhearchain) ist eine Ortschaft in der schottischen Council Area Renfrewshire und Hauptort des gleichnamigen Parish. Sie liegt im Zentrum von Renfrewshire jeweils rund 17 km westlich von Glasgow und südöstlich von Greenock am Nordufer des Black Cart Water.

## Geschichte
Die Besiedlung des heutigen Kilbarchan kann bis in die Stein- und Bronzezeit zurückverfolgt werden. Ein markanter Findling könnte ein Zentrum druidischer Rituale gebildet haben. Die Ortschaft wuchs mit der Errichtung der Kirche St Catherine im Jahre 1725. Ab dem Bau des Kilbarchan Steeple Mitte des 18. Jahrhunderts wuchs die Ortschaft rasch. Über 200 Jahre nahm das Weberhandwerk in Kilbarchan eine herausragende Rolle ein. So waren dort gegen Mitte des 19. Jahrhunderts rund 900 Handwebstühle in Betrieb. Mit der Automatisierung des Handwerks verlor die Handweberei zunehmend an Bedeutung. Um das Jahr 1900 endete die Aktivitäten in diesem Handwerkszweig in Kilbarchan fast vollständig. Das heute vom National Trust for Scotland betreute, in der höchsten schottischen Denkmalkategorie A gelistete Weberhaus Weaver’s Cottage ist heute als Museum ausgebaut, in der man erleben kann, wie auf über 200 Jahre alten Originalwebstühlen Stoffe hergestellt werden.
Bei der Volkszählung im Jahre 1831 lebten 2333 Personen in Kilbarchan. Bis 1951 stieg die Einwohnerzahl 2905 an, sank dann leicht ab, um 1991 mit 3846 ihren Höchststand zu erreichen. 2011 lebten 3574 Personen in Kilbarchan.

## Verkehr
Kilbarchan liegt zwischen den beiden Fernstraßen A737 und A761. Im Juni 1905 erhielt die Ortschaft einen eigenen Bahnhof an der Dalry and North Johnstone Line der Glasgow and South Western Railway, der jedoch 1966 geschlossen wurde. Der internationale Flughafen von Glasgow liegt rund acht Kilometer nordöstlich. Bis 1966 war der südlich von Renfrew gelegene Renfrew Airport in Betrieb.

## Persönlichkeiten
- Ralph Aitken (1863–1928), Fußballspieler
- Thomas Gibson (1915–1993), Mediziner und Forscher
- Jemma Reekie (* 1998), Mittelstreckenläuferin